# Valentine (téléfilm)
Pour les articles homonymes, voir Valentine.
Pour plus de détails, voir Fiche technique et Distribution.
Valentine est un téléfilm français réalisé par Éric Summer et diffusé en 2003. Produit par Corinne Touzet, il a connu une suite, Valentine et Cie, diffusée en 2007 et réalisée par Patrice Martineau, avec un générique identique, à l'exception du personnage de Grégoire, interprété par Guillaume Cramoisan.

## Synopsis
Valentine, une fermière au tempérament exubérant et ayant son franc-parler, qui vend sa production de fruits et légumes sur les marchés, est secrètement amoureuse depuis toujours de son ami enfance, Xavier de Peyrac, propriétaire de la grande propriété viticole où le père de la jeune femme était gardien.
Celui-ci ne reste pas insensible au charme de Valentine et devient son amant, poussé dans cette voie par son jeune frère Grégoire, ceci malgré le fait qu'il entretien déjà une relation avec Jessica, une ambitieuse femme d'affaires suédoise qui ne pense qu'à vendre le domaine de Peyrac à des investisseurs étrangers, en dépit de l'opposition de Jacques, le patriarche de la famille Peyrac.
Craignant d'être licenciés par des investisseurs sans scrupules, les employés du domaine, tous amis de Valentine, se mettent en grève. La jeune femme leur vient en aide et arrive à négocier avec la banque la création d'une coopérative.
Valentine, après avoir repousser la demande en mariage de Xavier, apprenant les engagements que celui-ci avait pris de Jessica, accepte celle de Grégoire qui était entre-temps tombé amoureux d'elle.

## Fiche technique
- Réalisateur : Éric Summer
- Scénariste : Sophie Baren, Nicole Jamet
- Sociétés de production : Corilan Productions, TF1, Télévision Suisse-Romande (TSR)
- Producteur : Thi Lan Nguyen et Corinne Touzet
- Directeur de la photographie : Jean-Pierre Aliphat
- Montage : Dan Facundo
- Distribution des rôles : Marie-Claude Schwartz
- Création des décors : Dominique Treibert
- Création des costumes : Yvette Frank
- Pays d'origine : France
- Genre : Comédie
- Durée : 90 minutes
- Date de diffusion :  France : 17 septembre 2003

## Distribution
- Corinne Touzet : Valentine Clément
- François-Eric Gendron : Xavier de Peyrac
- Arnaud Binard : Grégoire de Peyrac
- Babsie Steger : Jessica
- Raphaëline Goupilleau : Nadège
- Philippe Leroy : Charles de Peyrac
- Pierre Deny : Rémi
- Jacques Hansen : Maître d'hôtel
- René Morard : Jean
- Maëva Pasquali : Vendeuse
- Régis Verdier : Copain 1
- Guillaume Lanson : Copain 2
- Pascal Papini : Directeur de banque
- Charlot Faget : M. Gureau
- Jean-Marie Cornille : Contrôleur sanitaire
- Gilles Matheron : Néo-Zélandais 1
- Tinne Bartels : Néo-Zélandais 2
- David Ferrier : Néo-Zélandais 3
- Ahlem Benkamla : Kimy
- Jean-Paul Journot : Fromager
- Sophie Asse : Coiffeuse 1
- Sophie Pré : Coiffeuse 2
- Mélanie de Diesbach : Réceptionniste
- Philippe Josserand : Serveur maladroit
- Christophe Debeire : Décorateur

## Tournage
Le téléfilm a été tourné dans le Vaucluse, à Châteauneuf-du-Pape et ses environs.